# Stipa azutavica
Stipa azutavica är en gräsart som beskrevs av Kotukhov. Stipa azutavica ingår i släktet fjädergrässläktet, och familjen gräs. Inga underarter finns listade i Catalogue of Life.